# 克利頓 (肯塔基州)
克利頓（英語：Cleaton）是位於美國肯塔基州穆倫貝爾格縣的一個人口普查指定地區。

## 人口
根據2020年美國人口普查的數據，克利頓的面積為1.61平方千米，當中陸地面積為1.61平方千米，而水域面積為0.00平方千米。當地共有人口168人，而人口密度為每平方千米104.35人。